# Eckart Rottka
Eckart Rottka (* 14. Mai 1934 in Dresden; † 18. Januar 2018 in Berlin) war ein deutscher Richter und Friedensaktivist.

## Leben und Werk
Rottka war der Sohn des Reichskriegsgerichtsrats Hans-Ulrich Rottka. Seine Mutter war ebenfalls Richterin und bis zur Amtsenthebung nach der Verurteilung ihres Mannes 1950 in der DDR im Amt.
Rottka erlebte 1945 die Zerstörung Dresdens. Er besuchte in Zittau das Humanistische Gymnasium. Zu seiner Schulzeit sagte er später, dass er dort zu den Idealen des Humanismus erzogen wurde und dass er deshalb Antifaschist und Antikriegsgegner wurde.
Rottka ging mit seiner Mutter dann nach Westberlin. Dort machte er das Abitur. Er studierte Rechtswissenschaften und von 1954 bis 1955 mit einem Fulbrigth-Stipendium Politische Wissenschaft an der Stanford University. 1963/64 hatte er mit einem Air-Lift-Memorial-Stipendium der drei Alliierten Kommandeure von Berlin einen Studienaufenthalt in Großbritannien. 1962 machte er das 2. juristische Staatsexamen. Danach arbeitete er in Westberlin als Richter.
Ab 1962 betätigte Rottka sich aktiv in der bundesdeutschen Initiative Richter und Staatsanwälte für den Frieden. 1987 ehrte ihn die Internationale Liga für Menschenrechte als Vertreter der Initiative mit der Carl-von Ossietzky-Medaille.
Rottka bemühte sich ab 1988 mit Gerhard Jungfer, Heinrich Hannover und Ingo Müller um ein Wiederaufnahmeverfahren zu dem Urteil des 4. Strafsenats des Reichsgerichts Berlin vom 23. November 1931 gegen Carl von Ossietzky im Weltbühne-Prozess. Das scheiterte am Beschluss des Bundesgerichtshofs vom 3. Dezember 1992.
1987 wurde Rottka mit weiteren Richtern und Staatsanwälten nach einer spektakulären Sitzblockade am Atomraketen-Stützpunkt Mutlanger Heide vom Amtsgericht Schwäbisch Gmünd wegen Nötigung verurteilt. Die Sache ging bis zum Bundesverfassungsgericht, und alle wurden letztlich im Wiederaufnahmeverfahren freigesprochen.
Rottka war mehrfach an linksgerichteten öffentlichen Aktionen beteiligt. 1998 gehört er, u. a. mit Marion Gräfin Dönhoff, Günter Gaus und Günter Grass, zu den Unterzeichners eines Appells von mehr als 40 Persönlichkeiten der Bundesrepublik an den Bundespräsidenten, den rechtskräftig verurteilten Spion Rainer Rupp zu begnadigen.
Rottka war Vorsitzender der Kurt-Tucholsky-Gesellschaft und Mitherausgeber der Schriftenreihe der Gesellschaft.
Rottka wurde auf dem Friedhof Schmargendorf beigesetzt.

## Publikationen Rottkas (unvollständig)
- Gedanken zu einem Bild. In: Helmut Reinhardt (Hrsg.): Nachdenken über Ossietzky. Verlag der Weltbühne v. Ossietzky & Co, Berlin, 1989, S. 232–234